# Павлов Дмитро Григорович
Дмитро́ Григо́рович (Георгійович) Па́влов (23 жовтня (4 листопада) 1897, село Вонюх (нині Павлово, Костромська губернія) — 22 липня 1941, Лефортовська тюрма, Москва) — радянський воєначальник, генерал армії (22.02.1941), Герой Радянського Союзу (21.06.1937). Кандидат у члени ЦК ВКП(б) (1939—1941). Депутат Верховної Ради СРСР 1-го скликання (1937—1941).

## Біографія

### Ранні роки і початок військової кар'єри
Народився в бідній селянській родині. Закінчив 4 класи сільської школи і 2-х класне Суховерхівське училище. Через нестачу грошей закінчив навчання і працював у селі.
Під час Першої світової війни добровольцем пішов на фронт, дослужився до старшого унтер-офіцера. У 1916 році був поранений, потрапив в німецький полон. Перебував у таборах Кляйн, Вітемберг. Звільнений у 1918 році після закінчення війни.
У 1919 добровільно вступив до Червоної армії. Під час Громадянської війни був командиром взводу, ескадрону, помічником командира полку. Закінчив 24-у Омську піхотну школу ім. Комінтерну (1922), Військову академію ім. Фрунзе (1925–1928) та академічні курси при Військово-технічної академії (1931).
На початку 1923 року 6-а Алтайська окрема кавалерійська бригада, в якій Павлов служив на посаді помічника командира полку, була перекинута на Туркестанський фронт. З лютого 1923 року на посаді начальника винищувального загону воював проти басмачів курбаші Турдибая в районі Ходжента, а з серпня у Східній Бухарі командував 77-м кавалерійським полком.
За бойові заслуги і подвиги Дмитро Павлов був нагороджений орденом Червоного Прапора.

### Громадянська війна в Іспанії
З 1928 року — командир кавалерійського та механізованого полків, командир і комісар механізованої бригади. У 1932 році за успішну підготовку механізованої бригади був нагороджений орденом Леніна.
У 1937 році Дмитро Павлов був направлений до Іспанії. Під час Громадянської війни в Іспанії воював на боці республіканського уряду, був командиром танкової бригади. 21 червня 1937 року, Павлов Дмитро Григорович був удостоєний звання Герой Радянського Союзу.
Виходячи з досвіду бойових дій проти німецьких танкових військ в Іспанії, і будучи прихильником технічної модернізації армії, він наполіг на створенні танків з дизельними двигунами, протиснарядним бронюванням і гарматами, які здатні пробивати протиснарядне бронювання танків противника.
За дорученням і вимогою начальника АБТУ РСЧА (Автобронетанкове управління) комкора Павлова створювався Т-34 — найкращий середній танк Другої світової війни.
До 1939 року у нього була репутація найкращого танкового генерала РСЧА. Його праці і бойовий досвід в Іспанії стали в пригоді радянським воєначальникам в період боїв на Халхин-Голі.
У 1940 році брав участь в оперативно-тактичних іграх вищого командного складу РСЧА.
З червня 1940 — командувач військами Західного Особливого військового округу. 4 червня 1940 йому було присвоєне звання генерал-полковника танкових військ, а 22 лютого 1941 — звання генерал армії.

### Друга світова війна
З 21 червня 1941 року — командувач Західним фронтом. Командував військами фронту під час Білостоцько-Мінської битви. В результаті битви основні сили радянського Західного фронту опинилися в оточенні і були розгромлені. 28 червня німецькі війська захопили Мінськ. 30 червня Павлов був відсторонений від обов'язків командувача військами Західного фронту і викликаний у Москву. Командування фронтом було передано генерал-лейтенанту А.І. Єременку. У Москві Павлов намагався добитися особистої зустрічі із Сталіним, але генерала прийняв В.М.Молотов, який був першим заступником Сталіна. Після цього Павлов був знову відправлений на фронт як заступник командувача Західним фронтом. 4 липня 1941 року Павлов був заарештований у містечку Довськ і доставлений у Москву.
22 липня 1941 року рішенням військового трибуналу генерал Павлов був засуджений до вищої міри покарання і розстріляний. Разом з ним були розстріляні генерали В.Ю.Климовських, С. І. Клич, А.А. Григор'єв та інші. Похований на підмосковному полігоні НКВС (Розстрільний полігон «Комунарка»).
У 1957 році посмертно реабілітований і відновлений у званні.

### Реабілітація
31 липня 1957 року Військова колегія Верховного суду СРСР винесла ухвалу, згідно з якою вирок від 22 липня 1941 року був скасований за нововиявленими обставинами і справу було припинено за відсутністю складу злочину. Дмитро Григорович Павлов був посмертно відновлений у військовому званні.
Згідно з документами Сталін особисто визначав формулювання для вироку. В проект наказу наркома оборони № 0250 від 28 липня 1941 р. оголошенням вироку у справі генералів Д. Г. Павлова, В. Є. Клімовскіх, А. Т. Григор'єва і О. А. Коробкова, Сталін своєю рукою вписав рядки обвинувачення «за боягузтво, самовільне залишення стратегічних пунктів без дозволу вищого командування, розвал управління військами, бездіяльність влади», він же особисто вставив в текст наказу слова «і цим дали ворогові можливість прорвати фронт». (РГВА, ф. 4, оп. 11, д . 65, л. 192.)
Аналіз поразки радянських військ на західному напрямку в червні-липні 1941 року виявляє причини, які вказують на комплексну відповідальність партійного керівництва, керівництва Наркомату оборони і Генерального штабу. Страта Павлова стала результатом не його злочинів, а бажання керівництва СРСР терміново «знайти винного» і підтримати жорстку дисципліну в середовищі вищого командування армії і флоту. Крім Павлова були розстріляні інші воєначальники Західного фронту: начальник штабу фронту генерал-майор В. Є. Клімовскіх і начальник зв'язку фронту генерал-майор військ зв'язку А. Т. Григор'єв, начальник артилерії фронту генерал-лейтенант артилерії М. О. Клич, генерал-майор авіації А. І. Таюрский, командувач 4-й армією генерал-майор О. А. Коробков.
Незабаром після смерті Сталіна всі розстріляні воєначальники були посмертно реабілітовані і відновлені у військових званнях.

## Нагороди
- Медаль «Золота Зірка» (21 червня 1937)
- 3 ордена Леніна
- 2 ордена Червоного Прапора
- Медаль «XX років Робітничо-Селянській Червоній Армії»